# Rio Piraí-Mirim
Der Rio Piraí-Mirim ist ein etwa 44 km langer rechter Nebenfluss des Rio Iapó im Osten des brasilianischen Bundesstaats Paraná.

## Etymologie
Der Name kommt aus dem Tupi und bedeutet kleines Fischwasser: pira = Fisch und y (ü) = Wasser, Fluss und mirim = klein.

## Geografie

### Lage
Das Einzugsgebiet des Rio Piraí-Mirim befindet sich in den Campos Gerais do Paraná auf dem Primeiro Planalto Paranaense (Planalto Atlântico oder Curitiba-Hochebene).

### Verlauf
Sein Quellgebiet liegt im Munizip Piraí do Sul auf 1074 m Meereshöhe etwa 1 km südlich der Área de Proteção Ambiental da Escarpa Devoniana. Es liegt etwa 10 km westlich des Hauptorts.
Der Fluss verläuft zunächst in südlicher Richtung und wendet sich nach ca. 15 km an der Grenze zwischen den Munizipien Piraí do Sul und Castro nach Südwesten. Er mündet ungefähr 20 km nordwestlich des Stadtgebiets von Castro auf 936 m Höhe von rechts in den Rio Iapó. Er ist etwa 44 km lang.

### Nebenflüsse
Von rechts mündet auf der Munizipgrenze der etwa 12 km lange Rio Guararema, der von Nordwesten aus der Área de Proteção Ambiental da Escarpa Devoniana kommt.

### Munizipien im Einzugsgebiet
Am Rio Piraí-Mirim liegen die zwei Munizipien Piraí do Sul und Castro.